# Урковичи
Урковичи (серб. Урковићи / Urkovići) — село в общине Братунац Республики Сербской Боснии и Герцеговины. Население составляет 531 человек по переписи 2013 года.